# Nina Milošević
Nina Milošević (19 de octubre de 1991) es una deportista eslovena que compitió en judo. En los Juegos Europeos de Bakú 2015 consiguió una medalla de bronce en la prueba por equipo.

## Palmarés internacional
| Juegos Europeos | Juegos Europeos   | Juegos Europeos   | Juegos Europeos |
| Año             | Lugar             | Medalla           | Categoría       |
| --------------- | ----------------- | ----------------- | --------------- |
| 2015            | Bakú (Azerbaiyán) | Medalla de bronce | Equipo          |